# Ray Reardon
Raymond „Ray“ Reardon MBE (* 8. Oktober 1932 in Tredegar, Monmouthshire, Wales; † 19. Juli 2024) war ein walisischer Snookerspieler, der zwischen 1967 und 1992 Profispieler war und als führender Spieler der 1970er-Jahre gilt. Reardon gewann während seiner Karriere sechs Weltmeisterschaften und ein Mal das Masters, ist aber mangels eines Sieges bei der UK Championship nicht Mitglied der Triple Crown. Reardon, ein Vertreter des typischen defensiven Spielstils seiner Zeit, war im Anschluss an seine Karriere für einige Jahre Offizieller des Weltverbandes WPBSA und später auch Trainer des englischen Spielers und Weltmeisters Ronnie O’Sullivan.

## Karriere
Reardon wurde 1932 in der damals zum Monmouthshire und heute zu Blaenau Gwent County Borough gehörenden Bergbauregion Tredegar geboren. Große Teile von Reardons Familie spielten auf Amateurebene verschiedene Billardvarianten. Sein Onkel brachte ihm im Alter von acht Jahren auf einem improvisierten Billardtisch auf dem Küchentisch der Familie das Billardspiel bei. Kurz danach bekam Reardon zu Weihnachten einen kleinen Billardtisch geschenkt und begann später auch regelmäßig im Tredegar Workmen’s Institute zu üben. Schon im Alter von zwölf Jahren nahm er an der walisischen Jugend-Meisterschaft teil. Zu dieser Zeit spielte Reardon primär English Billiards, wodurch er seine Präzision beim Lochspiel und seine Spielballkontrolle verbesserte. Im Alter von 14 Jahren begann Reardon wie auch sein Vater im Bergbau zu arbeiten. Reardon arbeitete tagsüber und nutzte die Zeit am Abend, um Billard zu spielen. Während der Arbeit achtete er besonders darauf, dass seine Hände unversehrt blieben, und die schwere körperliche Arbeit half Reardon dabei, seine Kraft und seine Ausdauer zu verbessern.
Später konzentrierte sich Reardon auf das Snookerspiel. Er begann schon kurze Zeit später, im lokalen Lucania-Club bei Spielen um Geld teilzunehmen. Zugleich freundete er sich mit Cliff Wilson an, mit dem Reardon zusammen trainierte. Wilson galt durch seinen Spielstil zu dieser Zeit als einer der besten Amateurspieler, doch er wurde erst mehrere Jahrzehnte später Profispieler. Diese Trainingspartnerschaft war gleichzeitig auch ein Publikumsmagnet, da zahlreiche Menschen den Spielen der beiden beiwohnten. Zudem half sie Reardon, sein Spiel immens zu verbessern. 1947 wurde er britischer Juniorenmeister, 1949 gewann er den Amateurtitel von News of the World. Im Zuge dieser ersten Erfolge trainierte Reardon deutlich intensiver, wodurch er zwischen 1950 und 1955 sechsmal die walisische Snooker-Meisterschaft gewann. Zwischen 1952 und 1955 zog Reardon zudem drei Mal in die sechste Qualifikationsrunde der English Amateur Championship ein und schied einmal in der Runde davor aus. 1956 erreichte er schließlich das Endspiel um die britische Meisterschaft, verlor aber gegen Tommy Gordon.
Im selben Jahr mussten er und seine Familie durch den Rückgang des Bergbaus in seiner Heimatregion mangels Arbeit ins englische Staffordshire umziehen. Schon kurz nach dem Umzug wurde er zu einer Exhibition mit Joe Davis eingeladen, während deren er Davis beeindrucken konnte und dieser ihn zu einer Fernsehsendung in der BBC einlud. Zugleich lernte er dort seine erste Frau Sue kennen, die die Nichte des Organisators der Exhibition, Billy Carter, war. Auch in Staffordshire arbeitete Reardon zunächst im Bergbau, doch wurde er in ein Grubenunglück in der Florence Colliery verwickelt, als ein Abschnitt der Kohle einstürzte und er für einige Stunden verschüttet war. Durch das Gewicht des Gesteins ertaubte bereits die untere Hälfte seines Körpers, doch er konnte rechtzeitig gerettet werden. Nach einiger Zeit im Krankenhaus kehrte er zwar wieder in die Mine zurück, doch da er 1959 erstmals heiratete und deshalb eine sicherere Arbeit suchte, gab er diesen Beruf auf und arbeitete ab 1960 bei der Polizei von Stoke-on-Trent.
Durch seine Arbeit bei der Polizei verbesserten sich Reardons körperliche Verfassung und seine Nervenstärke und es gelang ihm sogar, einen bewaffneten Mann zur Aufgabe zu überreden. Dies hatte auch Auswirkungen auf seine Fähigkeiten im Snooker und führte 1964 mit einem 11:8-Sieg über seinen späteren Profi-Konkurrenten John Spencer zum Gewinn der English Amateur Championship. Ein Jahr später unterlag er Pat Houlihan im Endspiel des nördlichen Qualifikationswettbewerbs. Durch seine Erfolge als Amateur hatte Reardon die Aufmerksamkeit von Sponsoren erlangt. Im Jahr 1967 wurde er zu einer Tour nach Südafrika eingeladen, die ihn von der Lukrativität des Snookers überzeugte. Anschließend gab er seinen Job bei der Polizei auf und machte am 3. Dezember 1967 den Start seiner Profikarriere bekannt. Wie viele seiner damaligen Mit-Profispieler wurde Reardon relativ spät in seinem Leben Profispieler. Reardons Entschluss stellte wegen der schlechten Lage des Snookers zu dieser Zeit ein gewisses Risiko dar, auch, weil er es wegen der geringeren Verdienste ablehnte, sich als Teilnehmer von Exhibitions ein Zubrot zu verdienen. Kurze Zeit nach seinem Profistart wurde er von der Johannesburg Tobacco Company zu einer weiteren Tour durch Südafrika eingeladen, während der er 25 Century Breaks spielte.

### Erste Profijahre mit WM-Sieg 1970
Erst gut ein Jahr nach dem Beginn seiner Profikarriere bestritt Reardon im Zuge der Snookerweltmeisterschaft 1969, die nach mehreren Jahren erstmals wieder im K.-o.-System ausgetragen wurde, gegen Fred Davis, achtfacher Weltmeister und Bruder von Joe Davis, sein erstes Profispiel, das er im Decider verlor. Beim neuen Pot Black Cup erreichte er mit einer Revanche gegen Fred Davis und einem Sieg über John Pulman das Finale und gewann gegen den Weltmeister von 1969, John Spencer, seinen ersten Profititel. Das Einladungsturnier Pot Black wurde mit der Einführung des Farbfernsehens in Großbritannien von der BBC veranstaltet und trug in den folgenden Jahrzehnten zur steigenden Beliebtheit des Snookersports bei.
Ein Jahr später kam es beim Pot Black 1970 zu einer Neuauflage des Vorjahresendspiels, die von Spencer gewonnen wurde. Das nächste Aufeinandertreffen der beiden erfolgte bei der Snookerweltmeisterschaft und wurde von Reardon gewonnen, der auch hier Fred Davis besiegte und somit das Endspiel erreichte. In diesem traf er auf John Pulman, den er mit 37:33 besiegte, womit Reardon zum ersten Mal die Weltmeisterschaft gewann. Durch die Siegprämie von 750 Pfund konnte Reardon bestehende Schulden begleichen; zugleich erhöhte sich durch den WM-Titel und die dadurch gestiegene Popularität seiner Person auch Reardons Einkommen. So begann Reardon, fernab des professionellen Snookers mit Spielen in Ferienresorts wie beispielsweise von Pontins sich ein Zubrot zu verdienen. Aus diesem Grunde wurde er einen breiten Publikum als Spieler und auch als Entertainer bekannt.
Wenige Monate nach dem WM-Titel ging Reardon erneut in Südafrika auf Tour, wobei im Anschluss an eine Exhibition Reardons Queue gestohlen wurde. Da dieser auch durch eine Polizeifahndung nicht aufgefunden wurde, überlegte Reardon bereits, seine Teilnahme an der nächsten Weltmeisterschaft zu streichen. Doch nach einer Zeitungsannonce in der Rand Daily Mail legte der Dieb den Queue mitsamt einer anonym verfassten Entschuldigung vor der Tür der Zeitungsredaktion ab, sodass Reardon antreten konnte. In dieser Saison fand die Snookerweltmeisterschaft in Australien statt und Reardon schied nach überstandener Gruppenphase im Halbfinale gegen John Spencer aus. Kurz danach trafen die beiden Spieler beim Park Drive 600 im Endspiel erneut aufeinander, wobei Reardon diesmal mit 4:0 das Spiel für sich entschied.
Während der Saison 1971/72 schied Reardon bei der Snookerweltmeisterschaft schon im Viertelfinale aus, wobei er in dieser Saison nur bei der Hälfte der Turniere das Endspiel erreichte: Er gewann mit einem 4:3-Sieg über John Spencer den Wettbewerb Park Drive 2000 1971 – Autumn, unterlag aber Eddie Charlton im Endspiel des Pot Black Cups.

### WM-Titel zwischen 1973 und 1976
Während der Saison 1972/73 erreichte Reardon im Vorlauf der Snookerweltmeisterschaft nur bei einem von drei Turnieren das Finale und unterlag in diesem auch noch. Bei der Weltmeisterschaft besiegte er jedoch neben zwei weiteren Spielern John Spencer, bevor er mit einem 38:32-Finalsieg über Eddie Charlton zum zweiten Mal Weltmeister wurde. Während des Spiels stellte die BBC mehrere Kameras und TV-Lichter um den Tisch auf, um Szenen des Spiels im Nachhinein im Fernsehen zeigen zu können. Allerdings reflektierten die Lichter auf dem Objektball und während Charlton die veränderte Situation akzeptierte, verweigerte Reardon das Weiterspielen, bis das Problem gelöst wurde. Nach und nach stieg Reardon zum dominierenden Spieler der 1970er-Jahre auf. Auch in der folgenden Saison gelang Reardon mit einem 22:12-Sieg über Graham Miles die Titelverteidigung bei der Snookerweltmeisterschaft. Im übrigen Saisonverlauf hatte Reardon ohne Finalteilnahme bei zwei weiteren Turnieren teilgenommen und gewann kurz nach der Weltmeisterschaft durch einen Sieg im Decider über John Spencer das Pontins Professional.
Im Laufe der Saison 1974/75 erreichte Reardon bei nur zwei Turnieren nicht das Finale – beim Pot Black gewann er allerdings das Spiel um Platz 3 –, verlor aber bei den Norwich Union Open und beim Masters jeweils gegen John Spencer. Allerdings gewann er das Pontins Professional, die Pontins Spring Open sowie erneut die Snookerweltmeisterschaft, bei der er diesmal im Finale knapp gegen Eddie Charlton gewann. Im Anschluss an die Snookerweltmeisterschaft wurde erstmals eine sogenannte Order of Merit veröffentlicht, auf der Reardon den ersten Platz belegte und die in der folgenden Saison von der Snookerweltrangliste abgelöst wurde. In der folgenden Spielzeit gewann Reardon die beiden Triple-Crown-Turniere Masters und Snookerweltmeisterschaft sowie mit dem Pontins Professional ein weiteres Turnier. Zusätzlich unterlag er im Endspiel des Canadian Club Masters seinem späteren WM-Finalgegner Alex Higgins. Lediglich bei den Pontins Spring Open erreichte er durch eine Auftaktniederlage nicht das Finale. Wie auch schon drei Jahre zuvor fand das WM-Spiel unter suboptimalen Bedingungen statt und Reardon beschwerte sich erst erneut über die TV-Lichter und dann über den Zustand des Tisches. Schlussendlich wurde sogar Bill Timms als Schiedsrichter der Partie durch John Williams ersetzt. Zum Saisonende wurde schließlich erstmals eine Weltrangliste veröffentlicht, auf der Reardon den ersten Rang belegte und er somit der erste Weltranglistenerste war.

### Weitere Jahre an der Weltspitze
Nach den Erfolgen der vergangenen Saison konnte Reardon während der Saison 1976/77 kein einziges Turnier gewinnen, auch wenn er bei der World Professional Matchplay Championship und beim Masters das Endspiel erreichte. Bei den anderen Turnieren schied er jeweils zweimal in der Gruppenphase und im Viertelfinale aus. Dennoch konnte Reardon seinen ersten Weltranglistenplatz halten.
Im Laufe der nächsten Saison schied Reardon bei mehreren Turnieren im Halbfinale oder früher aus, erreichte aber auch mehrere Endspiele. Während er beim Golden Masters das Finale verlor, gewann er sowohl die Welsh Professional Championship als auch das Pontins Professional sowie erneut die Snookerweltmeisterschaft, bei der er den Südafrikaner Perrie Mans mit 25:18 besiegte. Dieser sechste WM-Titel blieb Reardons letzter Sieg bei der Snookerweltmeisterschaft. Dennoch war er bis zum sechsten WM-Erfolg von Steve Davis 1989 alleiniger Rekordhalter der modernen Snooker-Ära; Davis und Reardon wurden erst 1999 von Stephen Hendry übertroffen. Zugleich gelang ihm mit dem WM-Titel die Verteidigung der Weltranglistenführung. Allerdings verschlechterte sich bedingt durch sein vergleichsweise hohes Alter seine Form in den nächsten Jahren nach und nach und es gelang ihm nicht mehr, mit den neuen Profispielern wie Terry Griffiths oder Steve Davis mitzuhalten. Zum Anfang der 1980er-Jahre erlebte er dennoch kurzzeitig ein Comeback.
Schon in der Saison 1978/79 schaffte es Reardon nicht, bei den bedeutenden Triple-Crown-Turnieren sowie bei einigen weiteren Turnieren das Finale zu erreichen. Bei sechs zumeist kleineren Turnieren zog er aber ins Endspiel ein, verlor dieses beim Irish Masters und beim Tolly Cobbold Classic und siegte in den jeweiligen Finalspielen des Forward Chemicals Tournaments, des Champion of Champions, des Pot Black Cups sowie im Finale des Golden Masters, wodurch er insgesamt vier Turniere gewinnen konnte. Zudem verteidigte er erneut den ersten Weltranglistenplatz. Während der Spielzeit 1979/80 blieb der Sieg des walisischen Teams mit Terry Griffiths und Doug Mountjoy beim World Challenge Cup Reardons einziger Turniergewinn. Bei vier weiteren Turnieren verlor Reardon vor dem Endspiel, erreichte dies aber beim Pot Black Cup, beim Pontins Professional und drei weiteren kleineren Turnieren, verlor hier aber stets. Die Weltranglistenführung konnte er aber weiterhin behaupten.

### Abschied und kurzzeitige Rückkehr an die Weltspitze
In der Saison 1980/81 verschlechterten sich Reardons Ergebnisse aber wieder und er erreichte neben einem dritten Platz insgesamt nur drei Endspiele, von denen er zwei gewinnen konnte. So verteidigte er mit seinen walisischen Teamkollegen beim World Challenge Cup ihren Titel, gewann aber auch gegen seinen Jugendfreund Cliff Wilson das Finale der Welsh Professional Championship. Dennoch musste er zum Saisonende seinen ersten Weltranglistenplatz an den Kanadier Cliff Thorburn abgeben und stieg auf den vierten Rang ab.
Auch während der Saison 1981/82 erreichte Reardon wieder mehrere Endspiele, verlor aber allein zweimal gegen Steve Davis sowie gegen das englische Team im Finale des World Challenge Cups. Beim Highland Masters gewann er dagegen das Finale mit 11:4 über John Spencer. Bei der folgenden Snookerweltmeisterschaft besiegte er unter anderem John Virgo und Eddie Charlton, bevor er zum siebenten und letzten Mal im Finale des Turnieres stand und dieses knapp mit 15:18 gegen Alex Higgins verlor. Dank des Vizeweltmeistertitels konnte Reardon sich zum letzten Mal auf Rang eins der Weltrangliste setzen. Insgesamt verbrachte er 362 Wochen auf ebenjenem Weltranglistenplatz und belegt damit einen der vorderen Plätze auf der Liste der Weltranglistenersten. Im selben Jahr starb aber Reardons Vater. Außerdem verschlechterte sich sein Sehvermögen und er brauchte fortan eine Brille, mit der er nicht wirklich zurechtkam.
Im Laufe der Saison 1982/83 zog Reardon erneut in acht Endspiele ein und konnte damit das Vorjahresniveau ungefähr halten. Doch bei einem Großteil der Turniere verlor Reardon das Finale, gewann aber im Gegensatz dazu gegen Doug Mountjoy bei der Welsh Professional Championship und gegen Jimmy White im Finale des International Masters. White besiegte er zusätzlich auch im Finale des Professional Players Tournament, einem Turnier mit Einfluss auf die Weltrangliste. Dennoch musste er seinen ersten Platz auf der Weltrangliste wieder abgeben, um Platz für den neuen Weltmeister Steve Davis zu machen. Reardon selbst belegte in der folgenden Saison den zweiten Rang. Im Jahr 1983 veröffentlichte er zudem mit It’s Snooker Again eine Single.

### Absturz auf Rang 54
In den nächsten drei Saisons, den Spielzeiten 1983/84, 1984/85 und 1985/86 machte sich Reardons Formverlust bemerkbar, als er bei allen Turnieren inklusive der Ranglistenturniere zumeist nur mittelmäßige Ergebnisse vorweisen konnte. Zudem gewann er in dieser Zeit nur zwei von sechzehn Spielen. Seine einzigen beiden Finalteilnahmen spielten sich jeweils auf Teamebene ab und verliefen zuungunsten von Reardons Seite; er verlor mit dem walisischen Team im Endspiel des World Team Classics 1983 und mit Tony Jones im Finale der World Doubles Championship 1985. Im Laufe der drei Jahre rutschte Reardon durch seine Ergebnisse aber bis auf Rang 15 ab und konnte sich damit nur knapp in den Top 16 halten.
In der Saison 1986/87 schaffte Reardon immerhin insgesamt fünf Siege, wobei er Alex Higgins beim Pot Black Cup besiegte und mit je einem Sieg bei den International Open, bei der UK Championship und bei den British Open die Runde der letzten 64 erreichte. Zudem besiegte er bei der Snookerweltmeisterschaft Barry West, um dann gegen Steve Davis auszuscheiden. Für Reardon war es die letzte Teilnahme an einer WM-Hauptrunde, da im Folgenden seine Weltranglistenposition eine direkte Qualifikation nicht mehr zuließ und er es nicht schaffte, sich spielerisch einen Qualifikationsplatz zu sichern. So rutschte er bereits zum Saisonende auf den 38. Platz der Weltrangliste ab, wodurch er sich fortan für alle Ranglistenturniere vorab qualifizieren musste.
Dieser Abwärtstrend setzte sich in den beiden folgenden Saisons 1987/88 und 1988/89 fort. Der Höhepunkt dieser beiden Jahren waren die British Open 1988, bei denen Reardon mit einem Sieg über den damals fünffachen Weltmeister Steve Davis eine Überraschung gelang. Dies wirkte sich aber kaum auf Reardons Weltranglistenposition aus, die sich binnen dieser beiden Jahre um sechzehn Plätze auf Rang 54 verschlechterte.

### Letzte Profijahre
In der Saison 1989/90 nahm Reardon nur an fünf Turnieren teil und verlor bei vier davon sein jeweiliges Auftaktspiel. Lediglich bei der Welsh Professional Championship gelang ihm ein Sieg über Mark Bennett, bevor er auch dort Doug Mountjoy unterlag. Auf der Weltrangliste rutschte er auf Platz 73 ab.
In der folgenden Saison nahm Reardon an neun Turnieren teil. Letztmals erreichte er das Finale eines Profiturnieres: beim European Grand Masters verlor er im Endspiel gegen Martin Clark. Bei den übrigen Turnieren konnte er jedoch nur bei der Welsh Professional Championship und bei den European Open seine Auftaktspiele für sich entscheiden, um im Anschluss daran auch bei diesen beiden Turnieren auszuscheiden. Zum Ende der Saison verlor er in seiner letzten Profipartie bei der Qualifikation für die Snookerweltmeisterschaft 1991 mit 5:10 gegen Jason Prince. Auch wenn er bis zum Ende seiner Profikarriere 1992 noch in der Weltrangliste geführt war, bestritt er kein einziges Spiel mehr und rutschte so schließlich bis auf Rang 187 ab.

### Weiteres Leben
Im Jahre 1997 wurde Reardon neben weiteren vormaligen Spielern der Weltspitze zum Seniors Pot Black eingeladen, wo er nach einem Sieg im Viertelfinale Terry Griffiths unterlag, der kurz danach ebenfalls seine Karriere beendete. Ein Jahr später nahm er unter anderem mit Steve Davis und Dennis Taylor Einsitz im Vorstand der World Professional Billiards & Snooker Association und spielte ab diesem Zeitpunkt für eine Weile eine aktive Rolle beim Weltverband. Anschließend lebte Reardon in Brixham im englischen Devon und spielte weiterhin Snooker. Von 2000 bis 2004 war er der Präsident eines lokalen Golfclubs. Auch bei anderen kleinen Unternehmen betätigte sich Reardon als Mitglied des Vorstandes.
Im Jahr 2004 trainierte Reardon – auf Bitten von dessen inhaftiertem Vater – den englischen Spieler Ronnie O’Sullivan und verhalf ihm zum Gewinn der Snookerweltmeisterschaft 2004. Als O’Sullivan die WM-Trophäe entgegennahm, zollte er seinem Trainer mithilfe eines Vampirgebisses seinen Respekt. Dies war eine Anspielung auf Reardons Spitznamen „Dracula“, der auf sein Aussehen zurückgeht. Reardon, der schon während seiner Karriere häufig in Talkshows oder ähnlichen Fernsehsendungen auftrat, war nach seinem Karriereende mehrfach in der TV-Show Big Break zu sehen. Während seiner aktiven Karriere war Reardon durch eine Empfehlung Clive Evertons auch Gast der Sendung This Is Your Life, in der Prominente – ohne es zu wissen – zur Show eingeladen und dann Ausschnitte aus ihrem täglichen Leben gezeigt wurden.
Reardon verstarb am Abend des 19. Juli 2024 im Alter von 91 Jahren an einer Krebserkrankung. Der professionelle Weltverband gab seinen Tod am darauffolgenden Tag mit einem Nachruf auf seiner Website bekannt. Viele aktive und ehemalige Spieler kondolierten daraufhin, so würdigte Mark Williams Reardon als „einen der besten walisischen Sportler aller Zeiten“.

## Spielweise
Reardon war für seine Nervenstärke bekannt und hatte einen außerordentlichen taktischen Verstand. Zudem verfügte er über ein hervorragendes Safety- und Loch-Spiel, bis seine abnehmende Sehkraft letztere Eigenschaft verschlechterte. Reardon, der fernab des Snookers als Gentleman beschrieben wird, gehörte wie viele Spieler seiner Zeit zu den langsamen Spielern, wobei er es schaffte, mehrere Stöße im Voraus zu berechnen. Auch versuchte er teilweise, seine Gegner zu verunsichern und dadurch die Oberhand zu gewinnen. Reardon umgab außerdem zum Ende der 1970er-Jahre eine verunsichernde Überlegenheit und er wurde als scharfsinnig und zu jener Zeit als einer der beständigsten Spieler beschrieben.
Dennoch war Reardon technisch gesehen nicht der beste Spieler; so hob er unüblicherweise wie viele Amateurspieler durch die Stellung seines Ellbogens beim Stoß seinen Kopf an. Durch seine taktischen Fähigkeiten, aber auch weil er unter Druck ein sehr gutes Lochspiel zeigen konnte und dadurch die Fehler seiner Kontrahenten ausnutzte, konnte er selbst verloren geglaubte Spiele noch gewinnen. Zudem galt Reardon als Entertainer, der auch während der Spiele mit dem Publikum interagierte.

## Bedeutung und Ehrungen
Reardon wird zumeist als der dominierende und prägende Snookerspieler der 1970er-Jahre angesehen und steht damit in einer Reihe mit Steve Davis und Stephen Hendry, die später die 1980er- bzw. 1990er-Jahre prägten. Zudem wird Reardon neben Mark Williams als einer der bedeutendsten Snookerspieler aus Wales bezeichnet. Reardon spielt außerdem eine wichtige Rolle in der Geschichte des Snookers, da er als Spieler den Übergang des Sports vom Working men’s club hin zu einem bedeutenden Fernsehsport prägte. Von Snooker-Fans wird dieses Jahrzehnt häufig mit Reardon verbunden, da er durch seine Dominanz unter anderem mehrere Finalteilnahmen am Pot Black Cup der BBC erreichte und im Fernsehen zudem immer länger von den Weltmeisterschaften übertragen wurde, wodurch er bei einem großen Fernsehpublikum große Bekanntheit und Beliebtheit erlangte.
Bereits im Jahr 1985 wurde Reardon zum Member of the Order of the British Empire ernannt. 1992 wurde er Mitglied der Welsh Sports Hall of Fame, im Jahre 2011 folgte die Aufnahme in die Snooker Hall of Fame. Fünf Jahre später gab der Weltverband bekannt, dass die Trophäe der Welsh Open von nun an den Namen Ray Reardon Trophy tragen würde. Barry Hearn, Vorsitzender des kommerziellen Arms des Weltverbandes, würdigte Reardon in diesem Zusammenhang als einen „Pionier des Snookers und Schlüsselfigur in dessen Entwicklung zu einer der wichtigsten im Fernsehen übertragenen Sportarten“.

## Erfolge
In der folgenden Liste sind sämtliche von Reardons Finalteilnahmen bei Turnieren der Triple Crown aufgeführt. Eine vollständige Liste aller Finalteilnahmen sowie eine Übersicht über sein Abschneiden bei ebenjenen Triple-Crown-Turnieren ist unter dem oben angegebenen Link zu finden.
| Ausgang  | Jahr | Turnier                  | Finalist       | Frames |
| -------- | ---- | ------------------------ | -------------- | ------ |
| Sieger   | 1970 | Snookerweltmeisterschaft | John Pulman    | 37:33  |
| Sieger   | 1973 | Snookerweltmeisterschaft | Eddie Charlton | 38:32  |
| Sieger   | 1974 | Snookerweltmeisterschaft | Graham Miles   | 22:12  |
| Finalist | 1975 | Masters                  | John Spencer   | 8:9    |
| Sieger   | 1975 | Snookerweltmeisterschaft | Eddie Charlton | 31:30  |
| Sieger   | 1976 | Masters                  | Graham Miles   | 7:3    |
| Sieger   | 1976 | Snookerweltmeisterschaft | Alex Higgins   | 27:16  |
| Finalist | 1977 | Masters                  | Doug Mountjoy  | 6:7    |
| Sieger   | 1978 | Snookerweltmeisterschaft | Perrie Mans    | 25:18  |
| Finalist | 1982 | Snookerweltmeisterschaft | Alex Higgins   | 15:18  |
| Finalist | 1983 | Masters                  | Cliff Thorburn | 7:9    |